# Teleogryllus soror
Teleogryllus soror är en insektsart som först beskrevs av Lucien Chopard 1940.  Teleogryllus soror ingår i släktet Teleogryllus och familjen syrsor. Inga underarter finns listade i Catalogue of Life.